# Béréni Dialla
Béréni Dialla este o comună din departamentul Seguela, regiunea Worodougou, Coasta de Fildeș.